# Leptolalax melanoleucus
Espèce
Synonymes
- Leptolalax melanolecus Matsui, 2006

Statut de conservation UICN

 LC  : Préoccupation mineure
Leptolalax melanoleucus est une espèce d'amphibiens de la famille des Megophryidae.

## Répartition
Cette espèce est endémique de l'Ouest et du Sud de la Thaïlande. Elle se rencontre dans les provinces de Ranong, de Surat Thani et de Kanchanaburi. Sa présence est incertaine en Birmanie,.

## Étymologie
Le nom spécifique melanoleucus vient du grec mélas, noir, et de leukόs, blanc, en référence aux marques ventrales contrastées de cette espèce.

## Publication originale
- Matsui, 2006 : Three New Species of Leptolalax from Thailand (Amphibia, Anura, Megophryidae). Zoological Science, vol. 23, no 9, p. 821-830 (texte intégral).